# Ray-Nunatak
Der Ray-Nunatak ist ein rund 1630 m hoher Nunatak im westantarktischen Queen Elizabeth Land. Er ragt 1,5 km nördlich des Beiszer-Nunatak und 8 km südwestlich des Dyrdal Peak in der südlichen Forrestal Range in den Pensacola Mountains auf.
Der United States Geological Survey kartierte ihn anhand von Vermessungen und mithilfe von Luftaufnahmen der United States Navy zwischen 1956 und 1966. Das Advisory Committee on Antarctic Names benannte ihn 1968 nach James A. Ray, Hausmeister auf der Ellsworth-Station im antarktischen Winter 1957.